# Kanzlei Berger
Kanzlei Berger ist eine deutsche Anwaltsserie des ZDF, die von Constantin Film produziert und im Zeitraum vom 10. Februar bis zum 28. April 2021 ausgestrahlt wurde.
Nach durchwachsenen Kritiken und schwachen Einschaltquoten gaben die Produzenten Mitte Mai auf ihrer Facebook-Seite bekannt, dass die Serie nach der ersten Staffel nicht fortgeführt wird.

## Handlung
Karl-Heinz Berger ist Inhaber einer Kanzlei in Landsberg am Lech, in der auch eine seiner Töchter, Caro Berger, als Anwältin arbeitet. Nachdem er im Gerichtssaal einen Herzinfarkt erleidet und beruflich pausieren muss, bittet er seine zweite Tochter, Nicole „Niki“ Berger, die als Anwältin in der Münchner Top-Kanzlei Winterfeld arbeitet, in der Familienkanzlei auszuhelfen.
Caro ist ein sozialer, bodenständiger und rechtschaffener Familienmensch. Ihr Ehemann, Lui Fernandes, betreibt eine Bar, in welcher sie ab und zu als Sängerin auftritt. Mit im Haushalt von Caro und Lui lebt dessen aufmüpfige Tochter Tayna, die noch zur Schule geht.
Im Gegensatz zu ihrer Schwester verkörpert Niki eine kinderlose, ehrgeizige Karrierefrau, die sich lieber auf kurzzeitige sexuelle Abenteuer einlässt und schon kurz nach ihrer Ankunft in Landsberg eine Liaison mit einem Arzt beginnt. Niki greift in Rechtsstreitigkeiten bisweilen auch auf fragwürdige Methoden zurück, wodurch es bereits beim ersten gemeinsam bearbeiteten Fall zu Reibereien zwischen den beiden Schwestern kommt.
Angelika Berger, Ehefrau von Karl-Heinz und Mutter von Caro und Niki, plant unterdessen heimlich einen privaten und beruflichen Neuanfang. Sie absolviert eine Ausbildung zur Maklerin und beginnt ihre Tätigkeit im Maklerbüro von Erica Mukova. Zugleich lernt sie einen anderen Mann kennen, bleibt aufgrund des Herzinfarktes ihres Mannes allerdings an der Seite von Karl-Heinz.
Nach kurzer Zeit gesteht Niki ihrer Schwester, dass sie aufgrund einer groben Pflichtverletzung nicht nur ihren Job, sondern auch ihre dauerhaft Zulassung verloren hat und entsprechend nicht mehr offiziell als Anwältin in Erscheinung treten darf. Ihr wird zur Last gelegt, vertrauliche Dokumente eines Mandaten an den Anwalt der Gegenseite weitergeleitet zu haben. Niki erklärt, sie habe mit dem gegnerischen Anwalt einen One-Night-Stand gehabt und dieser hätte während der Zeit in ihrer Wohnung Daten von ihrem Laptop kopiert.
Beide Schwestern verheimlichen den Verlust der Zulassung zunächst, bis Caro bei einem gemeinsamen Essen gegen Nikis Willen die Familie informiert. Niki erfährt von ihrem ehemaligen Chef Winterfeld, dass ihr Vater für den Verlust ihrer Zulassung mitverantwortlich sei, da er versuchte, ein Mitglied der Anwaltskammer zu bestechen, um ihr zu helfen.
Privat intensiviert sich die Affäre zwischen Niki und dem Arzt. Eines Tages findet sie jedoch heraus, dass er mit einer körperbehinderten Frau verheiratet ist. Er erklärt Niki, er habe mit seiner Frau eine Vereinbarung getroffen, dass er außerehelichen Sex praktizieren darf. Nachdem Niki und die Ehefrau des Arztes sich persönlich kennenlernen, beschließen alle, eine Dreierbeziehung zu führen.
Wenig später wird Niki von Winterfeld zur Zahlung von Schadensersatz in Höhe von 1,5 Millionen Euro verklagt, weil der damals von ihr vertretene Mandant, der durch ihre Pflichtverletzung den Prozess verlor, sein lukratives Mandat kündigte. Mithilfe von Caro entdeckt sie, dass nicht der gegnerische Anwalt die vertraulichen Dokumente von ihrem Laptop kopierte, sondern ihre ehemalige Arbeitskollegin Julia, die mit dem gegnerischen Anwalt unbemerkt kooperierte. Der gegnerische Anwalt ließ die Türen von Nikis Wohnung während des One-Night-Stands heimlich einen Spalt geöffnet, so dass Julia sich Zugang zu Wohnung und Laptop verschaffen konnte.
Während der Verhandlung bricht Julia unter dem Druck zusammen und gesteht ihre Tat. Die Schadensersatzklage gegen Niki wird abgewiesen. Noch während die Familie den Erfolg feiert, erhält Caro einen Anruf der Polizei, dass Tayna, die mit ihrem neuen Freund Kevin nach München gefahren war, bei einem Autounfall schwer verletzt wurde.

## Besetzung

### Hauptdarsteller
| Schauspieler            | Rollenname               | Episoden | Staffeln | Zeitraum |
| ----------------------- | ------------------------ | -------- | -------- | -------- |
| Eva-Maria Reichert      | Carolin „Caro“ Berger    | 1–12     | 1        | 2021     |
| Nele Kiper              | Dr. Nicole „Niki“ Berger | 1–12     | 1        | 2021     |
| Sissi Perlinger         | Angelika Berger          | 1–12     | 1        | 2021     |
| Robert Giggenbach       | Dr. Karl-Heinz Berger    | 1–12     | 1        | 2021     |
| Nik Felice              | Lui Fernandes            | 1–12     | 1        | 2021     |
| Martin Gruber           | Dr. med. Martin Loibl    | 1–12     | 1        | 2021     |
| Virginia Olivia Obiakor | Tayna Fernandes          | 1–12     | 1        | 2021     |
| Petra Berndt            | Erica Mukova             | 1–12     | 1        | 2021     |
| Michael Roll            | Sven Winterfeld          | 1–12     | 1        | 2021     |
| Sarah Beck              | Simone Juric             | 1–12     | 1        | 2021     |
| Benedikt Zimmermann     | Mario Angerbauer         | 1–12     | 1        | 2021     |

### Nebendarsteller
| Schauspieler       | Rollenname               |
| ------------------ | ------------------------ |
| Thomas Barth       | Gerichtsdiener           |
| Steffen Wink       | Staatsanwalt Baumgartner |
| Mathilde Bundschuh | Lara Mühlbauer           |
| Stephan Luca       | Max von Wertheim         |
| Manou Lubowski     | Waldo Hartmann           |
| Wolke Hegenbarth   | Maria Buch               |
| Despina Pajanou    | Roswitha Linden          |
| Philipp Moog       | Frank Keil               |
| Peter Fricke       | Herr Knaup               |
| Heio von Stetten   | Dr. Michael Lösch        |
| Monika Baumgartner | Gerlinde Dörfler         |
| Patricia Meeden    | Manuela Riedmeier        |
| Vinzenz Kiefer     | Martin Reichold          |

## Dreharbeiten
Die 1. Staffel (Episoden 1–12) wurde vom 8. Juni 2020 bis 21. November 2020 gedreht. Ausgestrahlt wurde diese ab dem 10. Februar 2021.

## Episodenliste

### Staffel 1
| Nr. (ges.) | Nr. (St.) | Originaltitel      | Erstausstrahlung D | Regie            | Drehbuch                       | Zuschauer |
| ---------- | --------- | ------------------ | ------------------ | ---------------- | ------------------------------ | --------- |
| 1          | 1         | Der Kollaps        | 10. Feb. 2021      | Gero Weinreuter  | Michel Birbaek                 | 4,02 Mio. |
| 2          | 2         | Übergriffe         | 17. Feb. 2021      | Gero Weinreuter  | Felicitas Sieben               | 3,51 Mio. |
| 3          | 3         | Die Ohrfeige       | 24. Feb. 2021      | Gero Weinreuter  | Klaus Rohne                    | 3,20 Mio. |
| 4          | 4         | Der Liebhaber      | 3. März 2021       | Gero Weinreuter  | Marlene Schwedler              | 3,76 Mio. |
| 5          | 5         | Der freie Wille    | 10. März 2021      | Kerstin Ahlrichs | Marlene Schwedler              | 3,17 Mio. |
| 6          | 6         | Der Schuss         | 17. März 2021      | Kerstin Ahlrichs | Lasse Nolte                    | 3,27 Mio. |
| 7          | 7         | Die ganze Wahrheit | 24. März 2021      | Kerstin Ahlrichs | Felicitas Sieben               | 3,73 Mio. |
| 8          | 8         | Doppelleben        | 31. März 2021      | Kerstin Ahlrichs | Klaus Rohne                    | 2,72 Mio. |
| 9          | 9         | Der Raser          | 7. Apr. 2021       | Kai Meyer-Ricks  | Klaus Rohne                    | 2,94 Mio. |
| 10         | 10        | Mutterliebe        | 14. Apr. 2021      | Kai Meyer-Ricks  | Felicitas Sieben               | 2,90 Mio. |
| 11         | 11        | Privatsache        | 21. Apr. 2021      | Kai Meyer-Ricks  | Marlene Schwedler, Lasse Nolte | 3,12 Mio. |
| 12         | 12        | Verrat             | 28. Apr. 2021      | Kai Meyer-Ricks  | Lasse Nolte                    | 3,04 Mio. |

## Rezension
Elisa Eberle sprach in der Prisma von „starken Frauenfiguren“ sowie „punktgenauen Dialogen“ und lobte die Leistung der beiden Hauptdarstellerinnen.
Eher negativ fällt die Bewertung von Alexander Krei im Online-Magazin DWDL aus. Er kritisierte unter anderem die Klischeehaftigkeit einer „vorhersehbaren Handlung“ und sprach von „faden Dialogen“, hob jedoch als „eine der wenigen positiven Ausnahmen“ die Leistung Sissi Perlingers heraus. Er gelangte zum Fazit, die Serie reiche „für den Vorabend“, sei aber kein „neues Kapitel“.
Auffallend ist der hohe Tabakkonsum in der Serie.